# Абдрахимов, Забих Абдулхакович
Абдрахимов Забих Абдулхакович (15 мая 1918 — 21 июля 1979) — советский геолог, первооткрыватель месторождений полезных ископаемых. Вёл геологоразведку 40 лет (1939—1979), в основном на Крайнем Северо-востоке СССР, из них 25 лет в Магаданской области, 12 лет в Камчатской области, 1974—1977 годах в Алжире.
Геолог Абдрахимов З. А. обнаружил многочисленные рудопроявления олова и ртути, а также промышленные россыпи золота на севере Камчатки, в Пенжинском районе. Он участвовал в открытии на Колыме многочисленных месторождений россыпного золота, среди которых значится знаменитая долина Чаурья.
Начальник Камчатского территориального геологического фонда, Комитета природных ресурсов по Камчатской области и Корякскому автономному округу В. Н. Федореев в своей статье написал следующие слова:
«Рудное поле, куда помимо Агинского месторождения попадают многие другие рудопроявления, в память о выдающемся геологе З. А. Абдрахимове названо Абдрахимовским.» Решением НТС КТГУ (научно-технический совет Камчатского территориального геологического управления) (протокол от 01.01.2001 г.) Агинское рудное поле переименовано в Абдрахимовское рудное поле.
Сын Забиха Абдрахимова пошёл по стопам отца, Мансур Забихович Абдрахимов — учёный, геолог, кандидат геолого-минералогических наук, проработавший более 10 лет в качестве ведущего геолога и заведующего лаборатории петрофизики.

## Образование
В 1939 году окончил Уфимский геологоразведочный техникум.
В 1955 году окончил Томский политехнический институт.

## Открытия
Абдрахимов Забих Абдулхакович занимался поисками полезных ископаемых и изучению геологии Камчатской области.
Спиридоновское месторождение железа (1946 год)
Агинское золоторудное месторождение (1964 год)
Золоторудное месторождение в Алжире, Сахара (Агахаре) (1974—1977 год.)

## Награды
Премия ГРУ Дальстроя (1947), Орден Трудового Красного Знамени (1965).

## Память
По рекомендации обкома партии в девяностые годы в его родной д. Таваканово были установлены доски почета.